# 槐泗镇
槐泗镇，是中华人民共和国江苏省扬州市邗江区下辖的一个乡镇级行政单位。

## 行政区划
槐泗镇下辖以下地区：
槐泗社区、酒甸社区、运河村、沈营村、凤来村、龙尾村、槐二村、槐子村、团结村、林桥村、许巷村、肖胡村、陈沟村、陈院村、酒甸村、包家村和杭庄村。